# Bulgogi
Bulgogi is een van Korea's populairste rundvleesgerechten. Letterlijk vertaald betekent het vuurvlees, en het wordt in die zin ook gebruikt voor andere Koreaanse barbecue-gerechten, zoals dak bulgogi (kip) en dweji bulgogi (varken).
Het is gewoon om in een Koreaans restaurant het gemarineerde vlees zelf te grillen boven een vuur of te bakken op een hete plaat. Vaak worden teentjes knoflook, uienringen en gesneden groene pepers meegebakken. Op tafel zijn ook de nodige bijgerechten (banchan) te vinden en natuurlijk rijst.
De in Zuid-Korea populaire fastfoodketen Lotteria verkoopt ook bulgogi-burgers. Ook de McDonald's kent er de bulgogi-burger, als lokale variatie op het menu.